# Hurley Haywood
Hurley Haywood (ur. 4 maja 1948 w Chicago) – amerykański kierowca wyścigowy.

## Kariera
Haywood rozpoczął karierę w międzynarodowych wyścigach samochodowych w 1973 roku od startów w wyścigu Canadian-American Challenge Cup, gdzie trzykrotnie stawał na podium. Z dorobkiem 47 punktów uplasował się na trzeciej pozycji w klasyfikacji generalnej. W późniejszych latach Amerykanin pojawiał się także w stawce Watkins Glen 6 Hours, Amerykańskiej Formuły Super Vee, IMSA Camel GT Challenge, 24-godzinnego wyścigu Le Mans, Can-Am, World Sportscar Championship, World Challenge for Endurance Drivers, Champ Car, USAC National Championship, World Championship for Drivers and Makes, IMSA Camel GT Championship, FIA World Endurance Championship, European Endurance Championship, IMSA Camel GTP Championship, World Sports-Prototype Championship, International Race Of Champions, IMSA Camel GTO, All Japan Sports Prototype Car Endurance Championship, Sportscar World Championship, IMSA Exxon Supreme GT Series, IMSA World Sports Car Championship, Grand American Rolex Series, American Le Mans Series oraz Grand-Am Rolex Sports Car Series.

## Wyniki w 24h Le Mans
| Rok  | Zespół                                 | Partnerzy                                          | Samochód                  | Klasa | Okr. | Poz. | Klasa Pos. |
| ---- | -------------------------------------- | -------------------------------------------------- | ------------------------- | ----- | ---- | ---- | ---------- |
| 1977 | Martini Racing Porsche System          | Jürgen Barth Jacky Ickx                            | Porsche 936/77            | S 2.0 | 342  | 1    | 1          |
| 1978 | Martini Racing Porsche System          | Peter Gregg Reinhold Joest                         | Porsche 936/77            | S 2.0 | 362  | 3    | 3          |
| 1980 | Sun System Whittington Brothers Racing | Don Whittington Dale Whittington                   | Porsche 935 K3            | IMSA  | 151  | NU   | NU         |
| 1981 | Porsche System                         | Jochen Mass Vern Schuppan                          | Porsche 936               | S 2.0 | 312  | 12   | 2          |
| 1982 | Rothmans Porsche System                | Al Holbert Jürgen Barth                            | Porsche 956               | C     | 340  | 3    | 3          |
| 1983 | Rothmans Porsche                       | Vern Schuppan Al Holbert                           | Porsche 956               | C     | 370  | 1    | 1          |
| 1985 | Jaguar Group 44                        | Brian Redman Jim Adams                             | Jaguar XJR-5              | GTP   | 151  | NU   | NU         |
| 1986 | Silk Cut Jaguar Tom Walkinshaw Racing  | Gianfranco Brancatelli Win Percy                   | Jaguar XJR-6              | C1    | 154  | NU   | NU         |
| 1987 | Joest Racing                           | Frank Jelinski Stanley Dickens Sarel van der Merwe | Porsche 962C              | C1    | 7    | NU   | NU         |
| 1990 | Team Schuppan Omron Racing             | Wayne Taylor Rickard Rydell                        | Porsche 962C              | C1    | 332  | 12   | 12         |
| 1991 | Team Salamin Primagaz Team Schuppan    | James Weaver Wayne Taylor                          | Porsche 962C              | C2    | 316  | NS   | NS         |
| 1993 | Le Mans Porsche Team                   | Walter Röhrl Hans-Joachim Stuck                    | Porsche 911 Turbo S LM-GT | GT    | 79   | NU   | NU         |
| 1994 | Le Mans Porsche Team Joest Racing      | Yannick Dalmas Mauro Baldi                         | Dauer 962 Le-Mans         | GT1   | 344  | 1    | 1          |